# فشردگی توان
در بلندگو، فشردگی توان (به انگلیسی: Power compression) یا فشردگی حرارتی یک اتلاف بازدهی است که در اثر گرم شدن سیم‌پیچ صوتی در حال کار، افزایش مقاومت DC سیم‌پیچ و کاهش توان قابل‌دسترسی تقویت‌کننده صوتی می‌شود. بلندگو که در اثر استفاده از آن داغ می‌شود ممکن است به همان اندازهٔ سرد بودن، سطح فشار صدا را تولید نکند. این مشکل برای سیستم‌های کنسرت حرفه‌ای راه‌اندازی سخت نسبت به بلندگوهای داخل خانه، جایی که به‌ندرت دیده می‌شود، بسیار بیشتر است. دو مسیر اصلی برای کاهش مشکل وجود دارد: طراحی مجرایی برای سیم‌پیچ صوتی برای کاهش گرمای بیشتر در حین کار، و طراحی مبدل کارآمدتر که باعث تولید گرمای کمتری برای سطح صدای خروجی معین می‌شود.